# Tercis-les-Bains
Tercis-les-Bains là một xã, trong tỉnh Landes trong vùng Nouvelle-Aquitaine. Xã này có diện tích 10,19 km2, dân số năm 2006 là 1146 người. Tercis-les-Bains nằm ở khu vực có độ cao trung bình 42 m trên mực nước biển.

## Biến động dân số
| Năm | 1962 | 1968 | 1975 | 1982 | 1990 | 1999  | 2006  |
| --- | ---- | ---- | ---- | ---- | ---- | ----- | ----- |
| Dân số | 554  | 600  | 612  | 790  | 966  | 1 035 | 1 146 |
| From the year 1962 on: No double counting—residents of multiple communes (e.g. students and military personnel) are counted only once. |      |      |      |      |      |       |       |